# Янчул

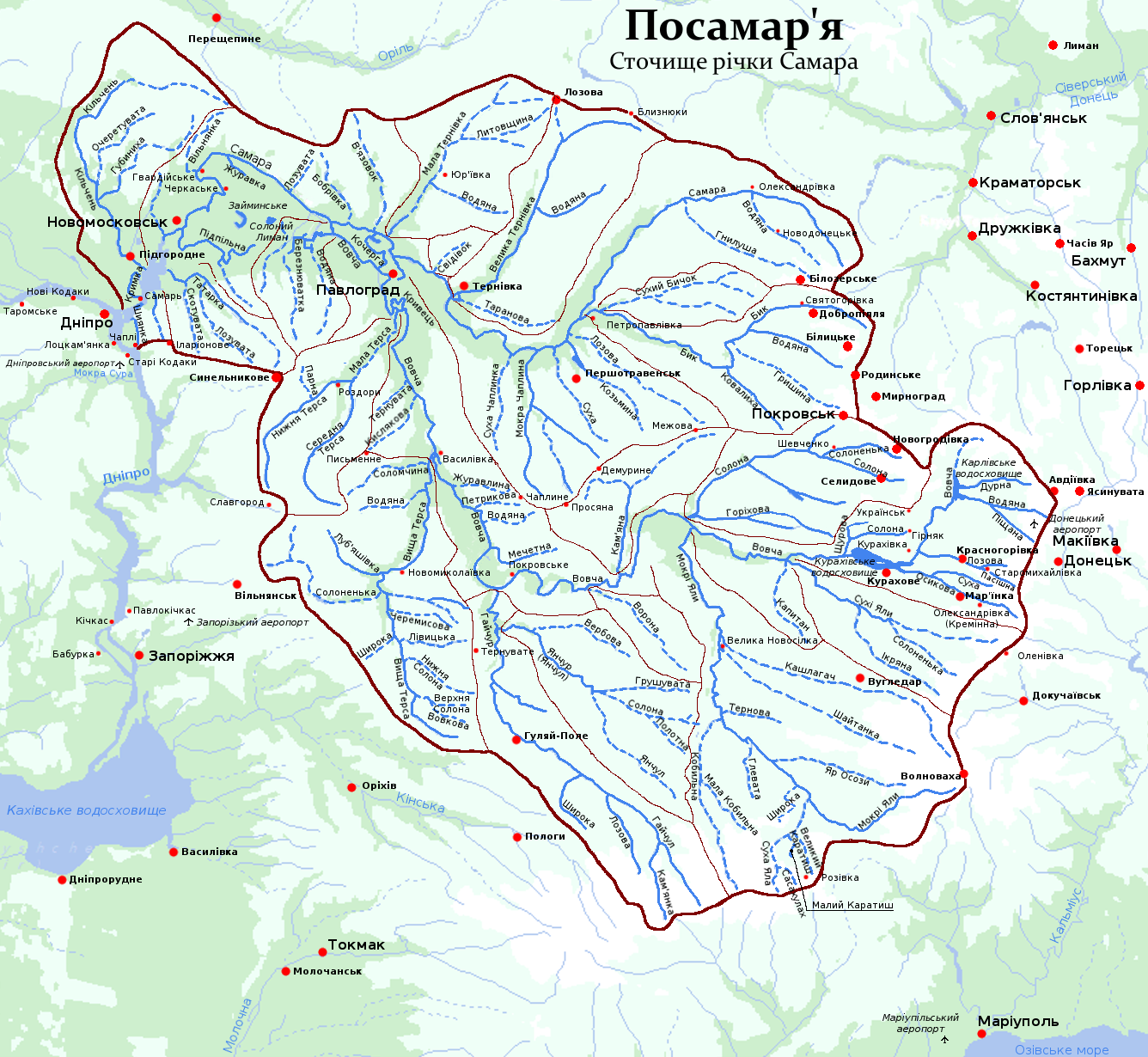

Я́нчул (інша назва — Я́нчур) — річка в Україні, в межах Більмацького (витоки), Пологівського району Запорізької області та Синельниківського району Дніпропетровської області. Права притока Гайчулу (притока Вовчої).

## Назва
Назва водного шляху походить від імені кримського хана Янчула, що, начебто, вивозив цією річкою на кораблі скарби. Дорогою його корабель був пограбований запорожцями, але золото, переплавлене на статую коня і замасковане шкірами, козаки не розгледіли і викинули у воду. Янчул кинувся слідом за скарбом і втопився. Історична вірогідність та приуроченість подій саме до цього місця сумнівні, оскільки схожий переказ пояснює назву іншої запорозької річки — Кінської. Скоріше, його слід розглядати як частину фольклорної спадщини українського народу.

## Опис
Довжина Янчулу становить 72 км, площа водозбірного басейну 951 км². Похил річки 1,3 м/км. Її долина трапецієподібна, завширшки 2-3 км. Річище помірно звивисте, ширина в деяких місцях до 90 м. У минулому русло було подекуди розчищене. Влітку річка на окремих місцях пересихає та заростає очеретом, на значній протяжності її дно замулене. О холодній порі року на Янчулі зимують водоплавні птахи, зокрема, лебеді.
На річці облаштовані численні ставки. Її води використовують на сільськогосподарські потреби.

## Розташування
Янчул бере початок на Приазовській височині, на схід від села Сміле. Тече переважно на північний захід, у пригирловій частина — на захід. На північний захід від села Охотничого річка приймає притоку Солона. Янчул впадає до Гайчулу біля південно-західної околиці села Остапівське.
Основна притока: Солона (права).
- Над Янчулом в балці Скотувата біля села Новогригорівка виявлено поселення бронзової доби.